# Триктенотоміди
Триктенотоміди (Trictenotomidae) — родина жуків надродини тенебріоноїдних (Tenebrionoidea).. Родина являє собою класичний приклад маленької родини з добре вираженим обмеженим ареалом. Всього на даний момент часу науці відомі лише 13 видів. Викопні види триктенотомід поки не виявлені.

## Поширення
Родина поширена у тропіках Азії від Індії і Шрі-Ланки, через Індокитай, до Китаю та Індонезійських островів.

## Опис
Триктенотоміди — великі й ефектні жуки, проте забарвлення тіла більшості з них досить однорідна. Деякі з них мають блискуче, металеве забарвлення поверхні тіла (Autocrates aeneus , A. vitalisi), інші в тій чи іншій мірі покриті густим волосяним покривом. Autocrates oberthueri має на надкрилах кілька світлих волосяних рядів.
Триктенотоміди серед всіх інших представників надродини Tenebrionoidea виділяються, по-перше, своїми розмірами. Навіть у індивідів -карликів довжина тіла не буває меншою ніж 4 см, а у багатьох видів вона становить 8 і більше сантиметрів. По-друге, триктенотоміди дуже примітні своїм зовнішнім виглядом. Габітуально вони дуже нагадують деяких вусачів) і рогачів (останніх через наявність тричленикової булави вусиків). Ця схожість ще більше посилюється великими розмірами всіх цих груп.
Голова зазвичай велика, сплощена. Очі великі, вертикальні, дрібнофасеткові, виїмчасті на передньому боковому краї близько вусиків. Мандибули великі, потужні, їхня поверхня покрита більш-менш густими борозенками, структура яких є систематичною ознакою. Їхня зовнішня поверхня рівна, а внутрішня в нерівномірних несиметричних зубцях. У самців роду Autocrates мандибули дуже великі і довгі.
Переднеспинка потужна, поперечна, завжди ширша за голову, з боків зазублена, її задній край в середині вигнутий. У представників роду Trictenotoma на диску переднеспинки є округлі за формою, але різні за розмірами, позбавлені опушения ділянки, призначення яких поки неясне.
Ноги довгі, лапки гетеромерні (формула лапок у обох статей 5:5:4). Всі гомілки на внутрішній стороні несуть по дві невеликі апікальні шпори. Членики лапок циліндричні, низ кожної з них покритий густими волосками.
Поверхня тіла блискуча або звичайно вкрита густими (не у всіх видів) світлими (бежевими, рудими, помаранчевими, сірими) волосками, під якими видно невиразний основний фон.
Статевий диморфізм добре виражений. Самці мають потужніші мандибули.

## Спосіб життя
Всі види родини населяють вологі і сезонні ліси тропічного і субтропічного поясу. На жаль, даних про біологію триктенотомід вкрай небагато. Вони залюбки летять на світло, але значну частину життя дорослі жуки проводять під корою дерев.

## Розмноження
В даний час відома личинка лише одного з видів (Trictenotoma davidi). Личинки цього і, очевидно, інших видів розвиваються під корою. Інших відомостей про преімагінальні стадії триктенотомід немає.
Личинка слабо сплощена, епікраніальний шов короткий, 3-й сегмент антен зредукований, вічка не розвинені. Дихальця кільцеподібні, з овальною перітремой .
Ймовірно, личинки мешкають під корою або в гниючій деревині.

## Класифікація
Родина містить всього 16 видів у двох родах:
- Рід Autocrates J. Thomson, 1860
  - Autocrates aeneus Parry, 1847
  - Autocrates lini Hu, Drumont & Telnov, 2022
  - Autocrates maqueti Drumont, 2006
  - Autocrates obertheuri Vuillet, 1910
  - Autocrates ivanovi Drumont, 2016
  - Autocrates vitalisi Vuillet, 1912

- Рід Trictenotoma Gray, 1832
  - Trictenotoma childreni Gray, 1832
  - Trictenotoma cindarella Kreische, 1921
  - Trictenotoma davidi Deyrolle, 1875
  - Trictenotoma formosana Kreische, 1920
  - Trictenotoma grayi Smith, 1851
  - Trictenotoma lansbergi Dohrn, 1882
  - Trictenotoma mniszechi Deyrolle, 1875
  - Trictenotoma mouhoti Deyrolle, 1875
  - Trictenotoma pollocki Telnov & Drumont, 2020[4]
  - Trictenotoma templetoni Westwood, 1848
  - Trictenotoma westwoodi Deyrolle, 1875